# Julio de Windt
Julio de Windt Pichardo (* 26. Oktober 1935 in San Pedro de Macorís; † 21. April 2021) war ein dominikanischer Geiger, Dirigent und Musikpädagoge.
De Windt war von 1954 bis 1975 Geiger im Orquesta Sinfónica Nacional der Dominikanischen Republik, danach wirkte er neben Manuel Simó als Dirigent. 1966 besuchte er die Meisterklasse für Orchesterleitung von Igor Markevitch, im gleichen Jahr sowie 1969 nahm er an den internationalen Kursen für Orchesterleitung von Enrique García Asensio in Santo Domingo teil. 1975 schließlich war er Teilnehmer eines Kurses von Hans Swarowsky am Teatro Colón in Buenos Aires.
1984 wurde er Vizedirektor, 1995 durch Dekret des Präsidenten der Dominikanischen Republik Chefdirigent des Orquesta Sinfónica Nacional. Als Gastdirigent trat er u. a. mit den Sinfonieorchestern von Maracaibo in Venezuela; San Salvador, El Salvador und Ekuador auf.
Zwischen 1959 und 1971 war de Windt Violinprofessor am Conservatorio Nacional de Música. Er gründete dessen Kammerorchester, mit dem er mehrere Konzertreisen durch die Dominikanische Republik unternahm. 1977 wurde er Honorarprofessor an der Fakultät für Architektur und Kunst der Universidad Pedro Henríquez Ureña. 1998 wurde er mit dem Orden de Duarte Sánchez y Mella im Rang eines Caballero ausgezeichnet.

## Quelle
- El Tren de Yaguaramas - Julio de Windt